# Жемчуев, Пётр Павлович
Пётр Павлович Жемчуев (1902—1974) — заслуженный врач РСФСР, ветеран войны и труда. Хирург. Работал в Калмыкии и Казахстане. Участвовал в ВОВ, обороняя Кавказ и освобождая территорию современной Украины.

## Биография
Родился в Оренбургской области. Окончил медицинский институт в Астрахани в 1928 году, затем вернулся в Калмыкию. В 1951 году демобилизован в звании подполковника медицинской службы. Скончался 21 июня 1974 года.

## Награды
В период ВОВ был награждён боевыми наградами: «Красная Звезда», «За оборону Кавказа», «За боевые заслуги», «За победу над Германией». Занимая пост главного хирурга Минздрава КАССР был удостоен ордена Октябрьской революции.

## Память
Имя П. П. Жемчуева носит республиканская больница. В 2013 году в Элисте ему установлен памятник.